# 옥과군
| Daedongyeojido (Gyujanggak) 18-04.jpg |  |
|                                       |  |

옥과군(玉果郡)은 전라남도 곡성군 옥과면 일대에 있었던 옛 고을이다.

## 역사
- 본래 백제의 과지현(菓支縣)이었다.
- 757년 옥과현(玉果縣)으로 개칭하고 추성군(楸城郡 : 담양군)의 영현이 되었다.
- 940년 보성군의 속현이 되었다.
- 1172년 감무를 두면서 주현으로 승격하였다.
- 1409년 전라도의 모든 향·소·부곡이 폐지되면서 옥과현 관내의 이인향(里仁鄕), 흥복향(興福鄕), 금산부곡(金山部曲)이 모두 폐지되었다.
- 1895년에 남원부 옥과군이 되었다가, 1896년에 전라남도 옥과군이 되었다.

6면 : 현내면, 입평면, 화석면, 겸방면, 지좌곡면, 수대곡면
- 1908년 옥과군이 폐지되어 창평군에 편입되었다. 현내면을 옥산면으로, 입평면을 입면으로, 화석면을 화면으로, 겸방면을 겸면으로, 지좌곡면을 지면으로, 수대곡면을 수면으로 개칭하였다.
- 1914년 창평군이 폐지되면서 옛 옥과 6면은 곡성군에 편입되었다. 옥산면과 수면을 옥과면으로 통합하고, 지면을 겸면에 편입하였다.
- 1949년 화면을 오산면으로 개칭하였다.
- 옛 옥과군 지역은 곡성군의 옥과면, 입면, 겸면, 오산면 이상 4개면이 되어 현재에 이른다.